# صادقية (صحرا بردسكن)
صادقیة (بالفارسية: صادقیه) هي قرية تقع في إيران في قسم صحرا الريفي. يقدر عدد سكانها بـ 30 نسمة .